# Réserve naturelle nationale d'Hettange-Grande
La réserve naturelle nationale d'Hettange-Grande (RNN75) est une réserve naturelle nationale géologique de Moselle. Créée en 1985, elle s'étend sur 6 hectares et protège l'ancienne carrière Gries qui contient un patrimoine naturel de statut international : le stratotype de l’Hettangien.

## Localisation

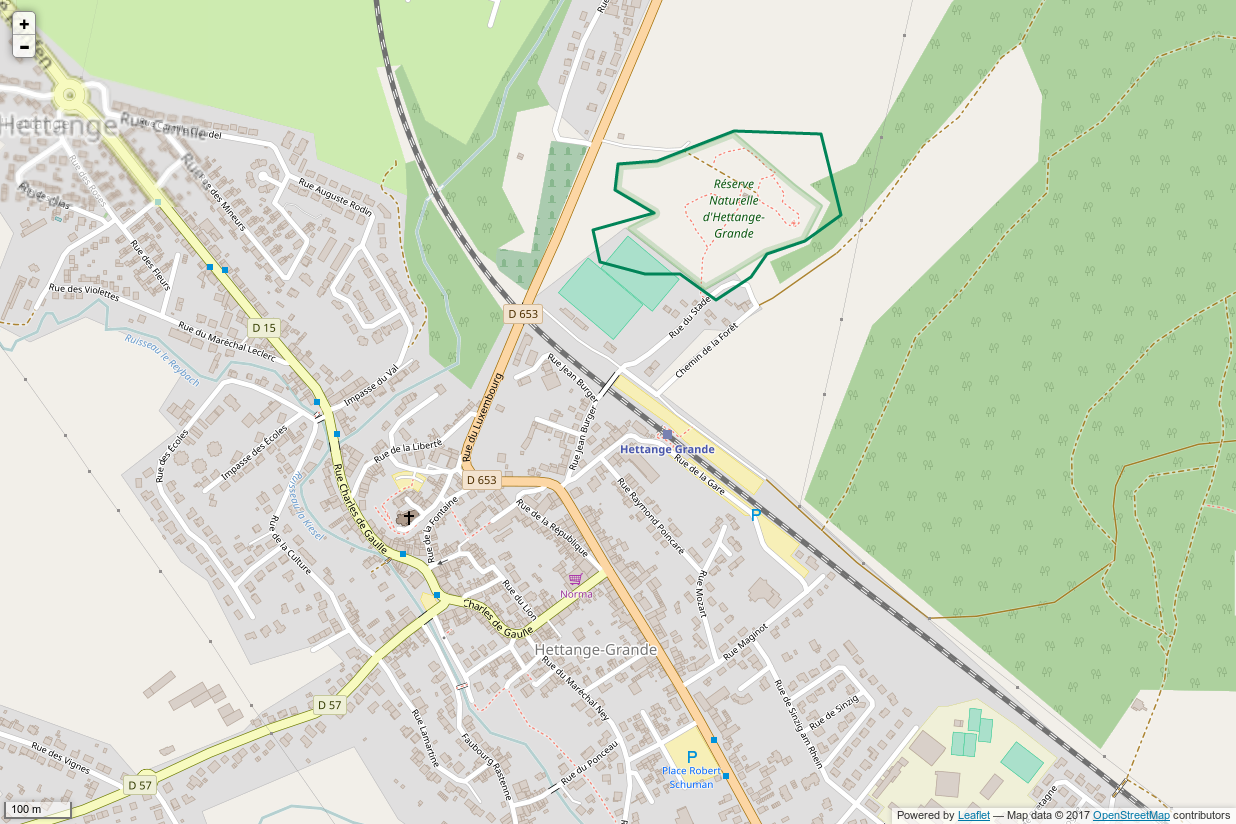
Périmètre de la réserve naturelle.

Le site est situé au cœur du Pays des Trois Frontières (Allemagne, France, Luxembourg), en Moselle sur la commune de Hettange-Grande. Le territoire comprend l'ancienne carrière Gries ainsi que ses terrains adjacents.

## Histoire du site et de la réserve
C'est en 1864, qu'un géologue suisse, Eugène Renevier, proposa de retenir ce site, qui était alors une carrière (la carrière Gries), comme référence internationale ou stratotype d’un nouvel étage géologique, l’Hettangien, s'étendant de -199,6 à -196,5 millions d'années. 
Connu des romains, le grès de la carrière Gries fut exploité jusqu’au milieu du XXe siècle pour l’extraction de matériaux de construction (pavés, moellons, sable). Après l'arrêt de l'exploitation, le ministère de l'Environnement décida de protéger ce site remarquable. Ce fut chose faite en 1985. Actuellement, le site est géré par la Communauté de Communes de Cattenom et Environs.

## Écologie (biodiversité, intérêt écopaysager…)

### Géologie
Durant l’Hettangien, la région d’Hettange se trouvait sous la mer, à faible distance d’une terre émergée située plus au Nord et qui forme aujourd’hui les massifs de l’Eifel, de l'Hunsrück (Allemagne) et des Ardennes (France, Belgique, Luxembourg). Dans cette mer, chaude et peu profonde, se déposaient en alternance des boues et des sables carbonatés à l’origine du calcaire à gryphées. Dans ce dernier s’intercalent d’autres sédiments : au large de l’embouchure d’un fleuve important, les dépôts sont essentiellement des sables quartzeux, à l’origine du grès d'Hettange, massif, épais de 25 m. Parfois, des tempêtes entraînaient et déposaient des coquilles d’animaux et des galets, formant des lits de sables coquilliers aujourd’hui cimentés en une roche dure : la lumachelle.

### Flore
Avec ses six hectares de superficie, la réserve naturelle offre une diversité d’habitats qui illustrent l’évolution de la végétation. Sur les dalles minérales, par exemple, on trouve des espèces annuelles à cycle court telles que la Sabline à feuilles de serpolet, l’Alysson ou l’Alsine à feuilles ténues. Les pelouses sableuses rases à Koelérie et Pâturin comprimé sont mêlées de Luzerne naine et d’Orpin élégant. Les zones périphériques sur sol plus profond sont occupées par une riche prairie mésophile à avoine élevée, fermée par une fruticée où se mêlent fusain, aubépine, cornouiller, noisetier, bouleau et saule. Sur les fronts de taille et les éboulis, s’épanouissent en été l’Anthémis des teinturiers, la Potentille droite et le Salsifis pâle. À partir des cultures voisines sont arrivées diverses espèces telles que le Bleuet ou le Miroir de Vénus. En tout, ce sont plus de 300 espèces différentes qui cohabitent sur le site de l'ancienne carrière.

### Faune
Un inventaire entomofaunistique a été réalisé, afin de reconnaître les différentes espèces d’animaux présents sur le sol du site, en tenant compte de l’influence humaine par l’exploitation de la carrière, de l’entretien du site, et donc des modes d’adaptation des espèces aux changements d’habitats. Ainsi, une grande variété d'insectes a été observée sur le site.

## Intérêt touristique et pédagogique
Différents types d'objets géologiques viennent renforcer l'intérêt et le caractère pédagogique de cet espace protégé : des fossiles, différentes natures de roches, une surface de discontinuité et une faille, faisant du site un lieu de mise en valeur et d'apprentissage très complet des Sciences de la Terre.

## Administration, plan de gestion, règlement
La réserve est gérée par la Communauté de Communes de Cattenom et Environs depuis 2013.

### Outils et statut juridique
La réserve naturelle a été créée par un décret du 4 avril 1985.

## Galerie

Réserve naturelle d'Hettange-Grande
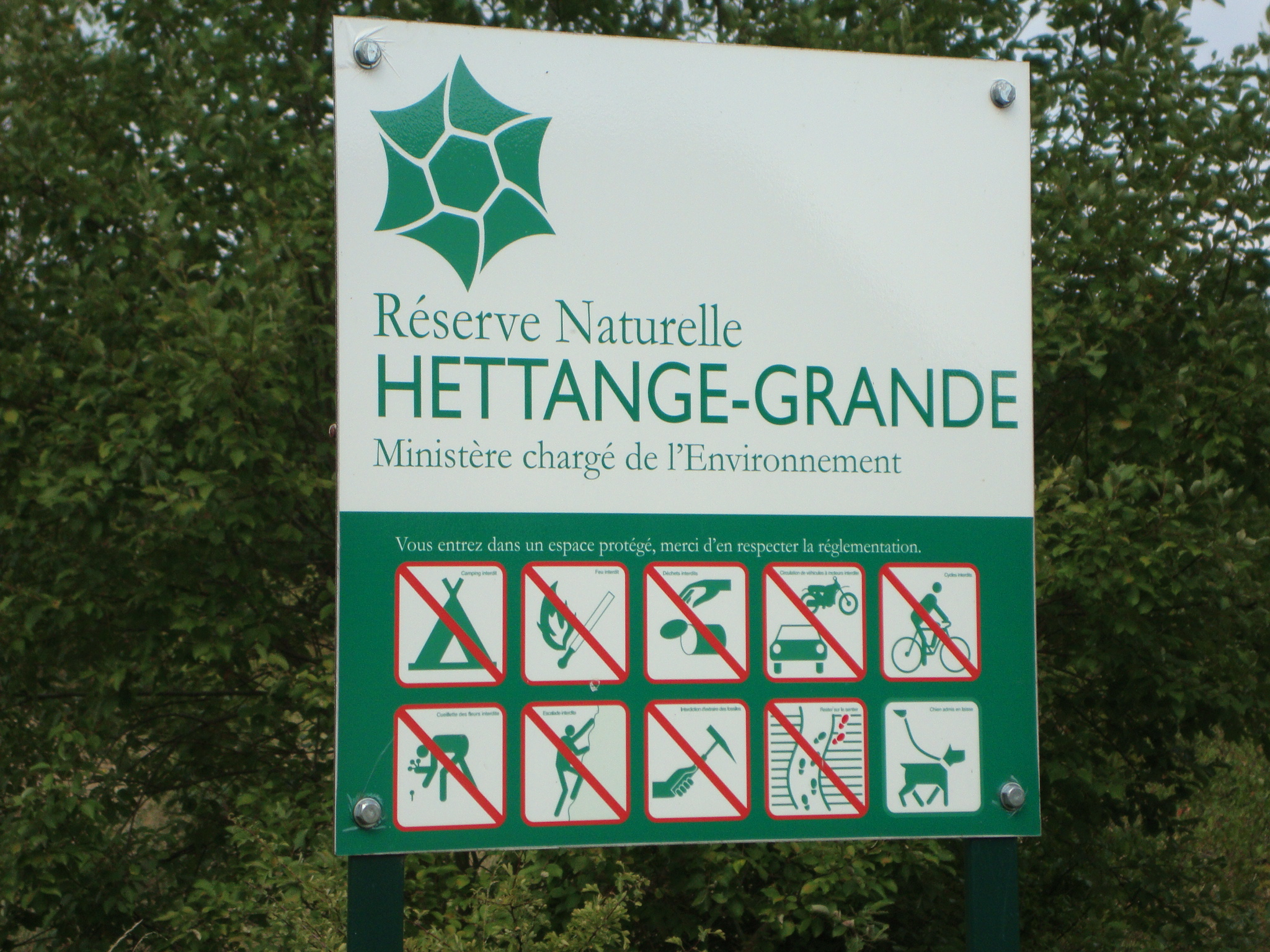
Entrée de la réserve
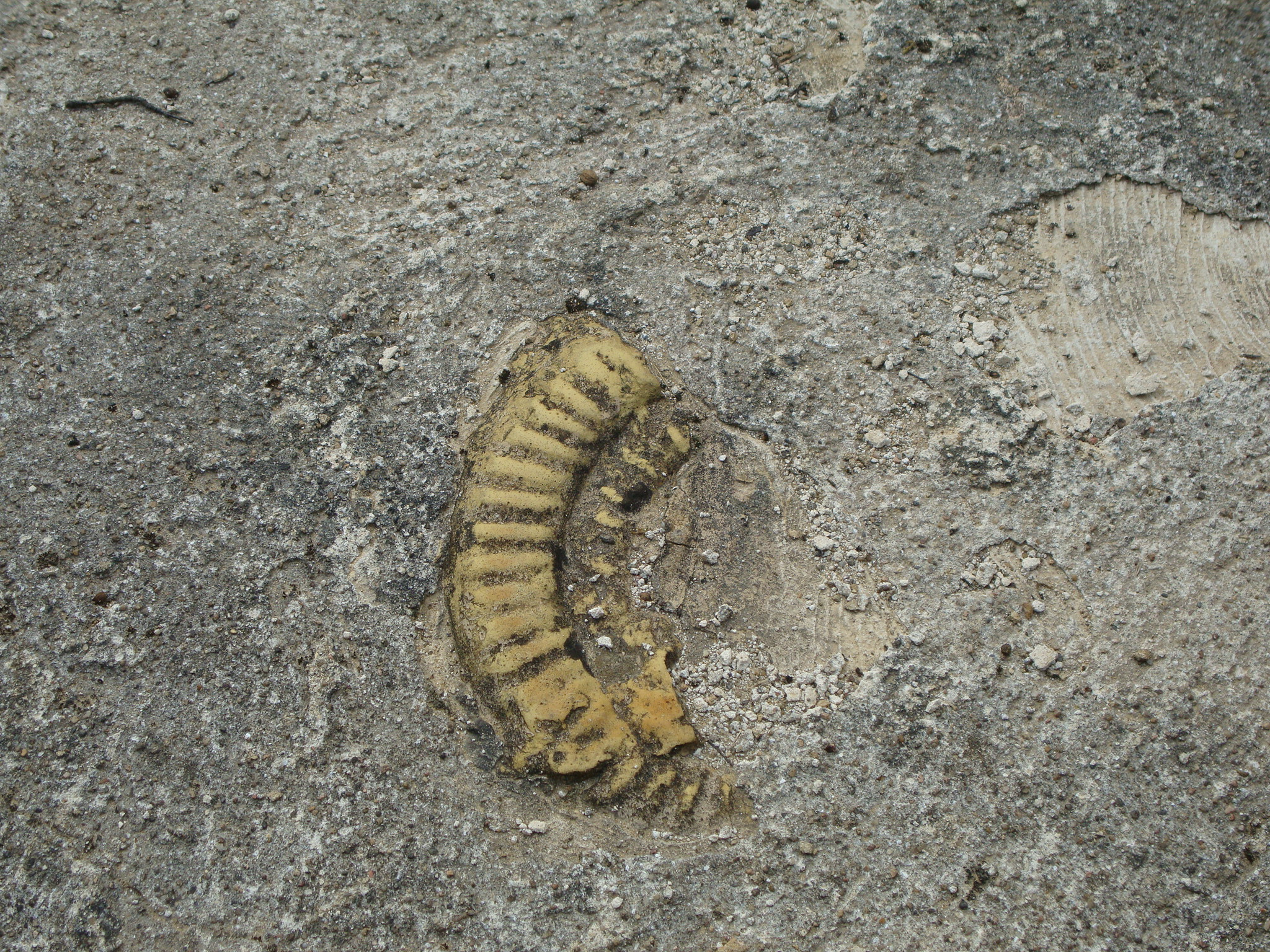
Un fossile d'ammonite
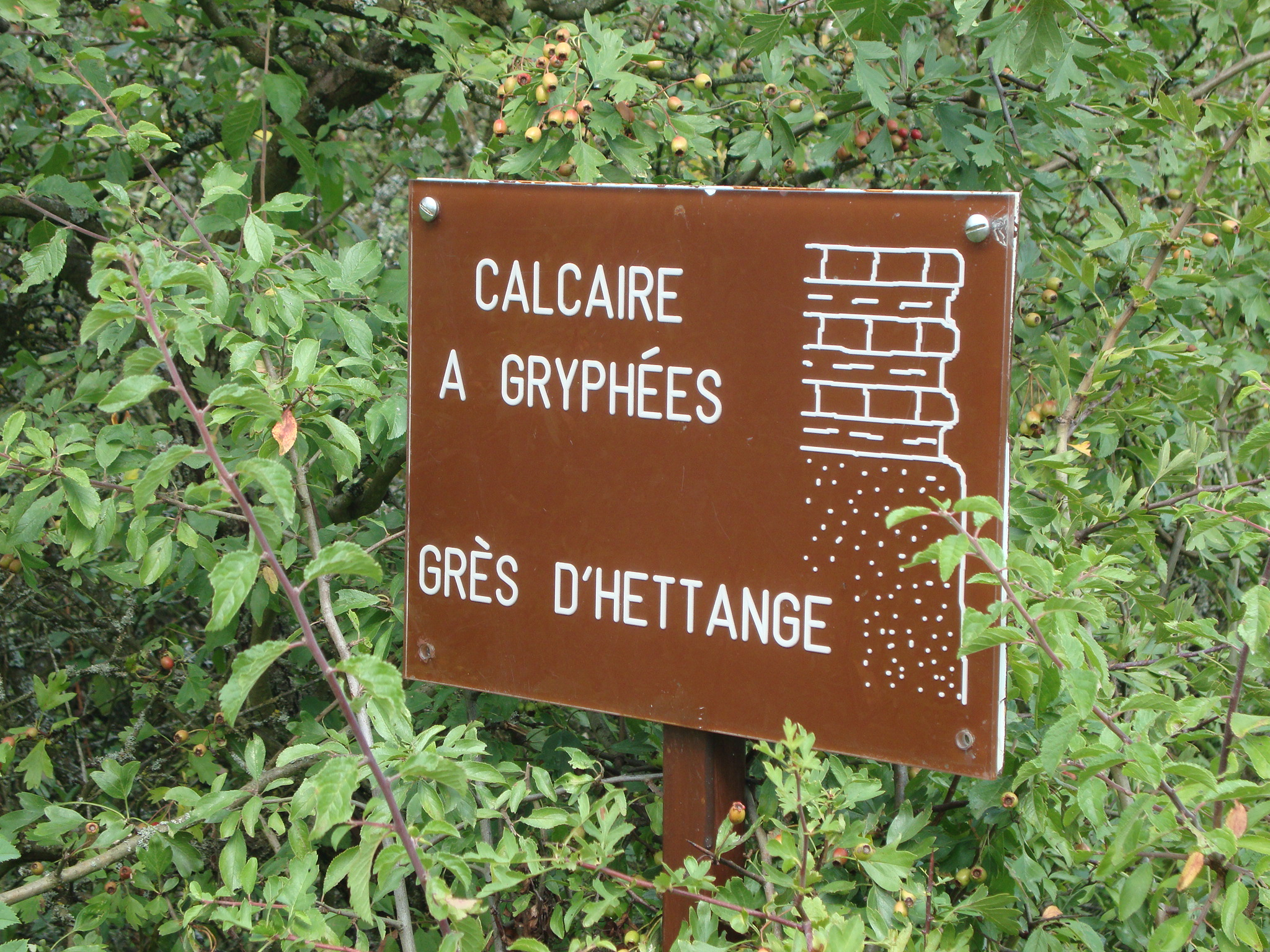
Panneau indiquant une falaise de calcaire à gryphées
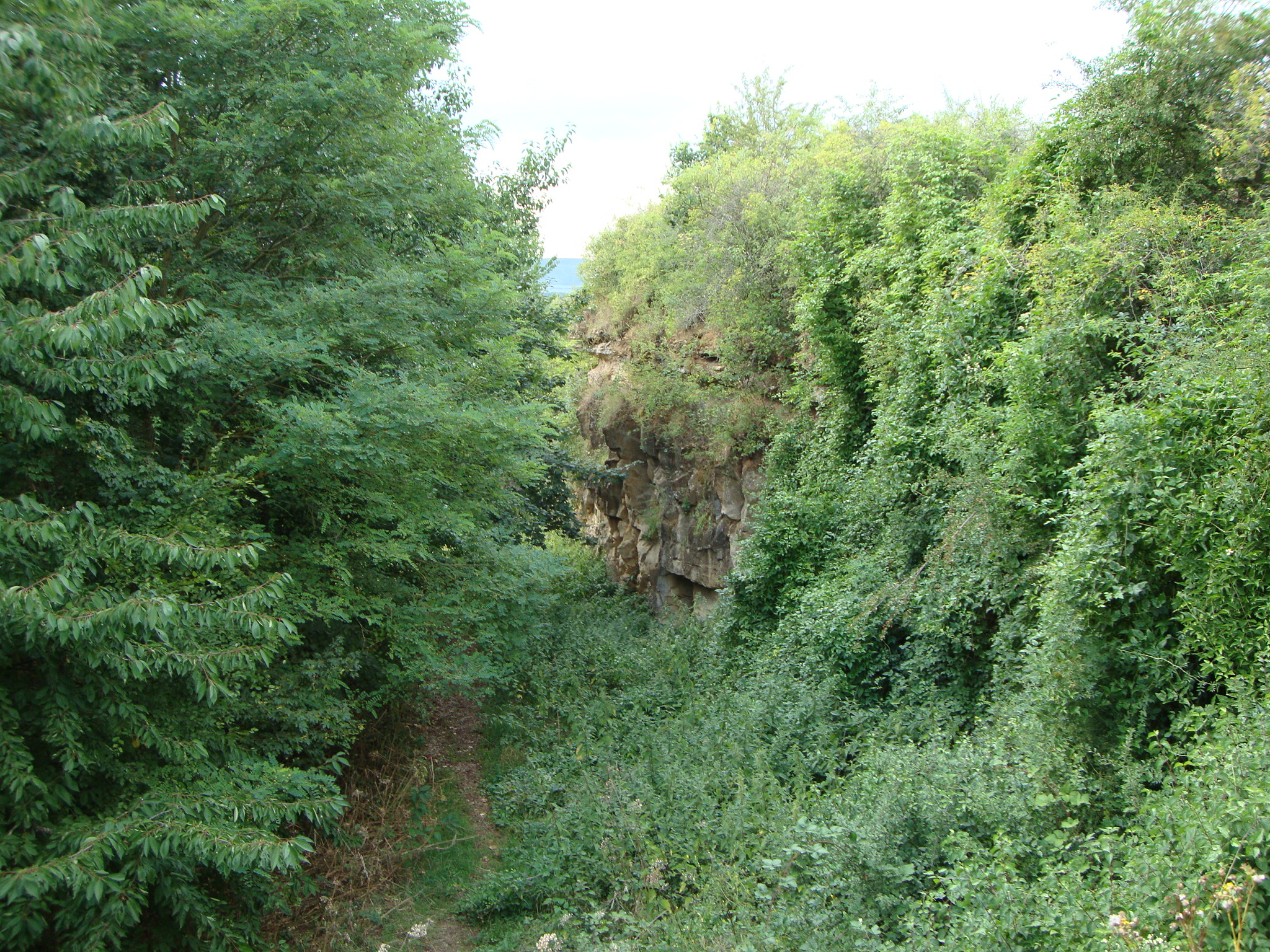
Falaises de grès recouvertes de végétation
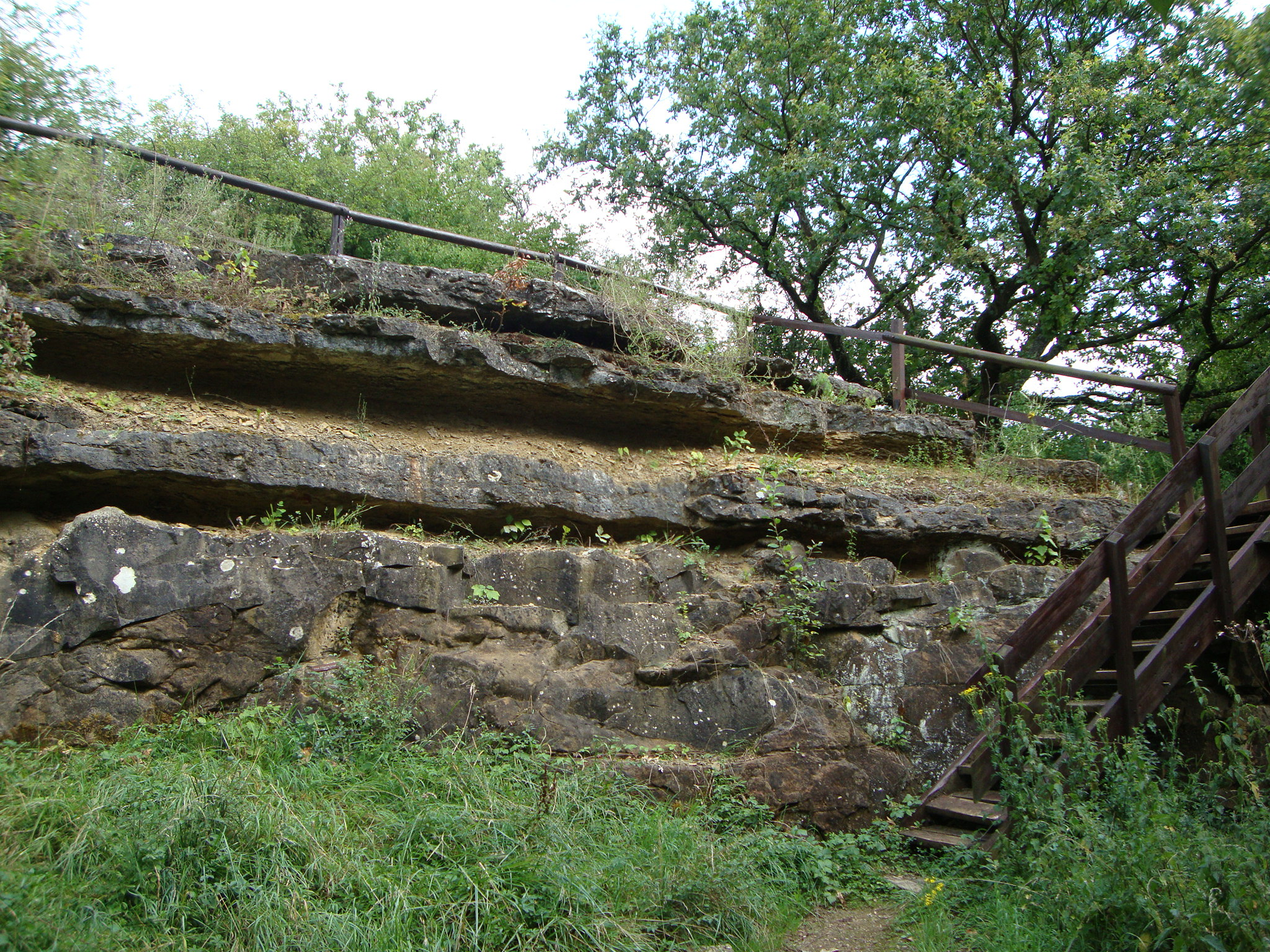
Galettes de grès et sentier
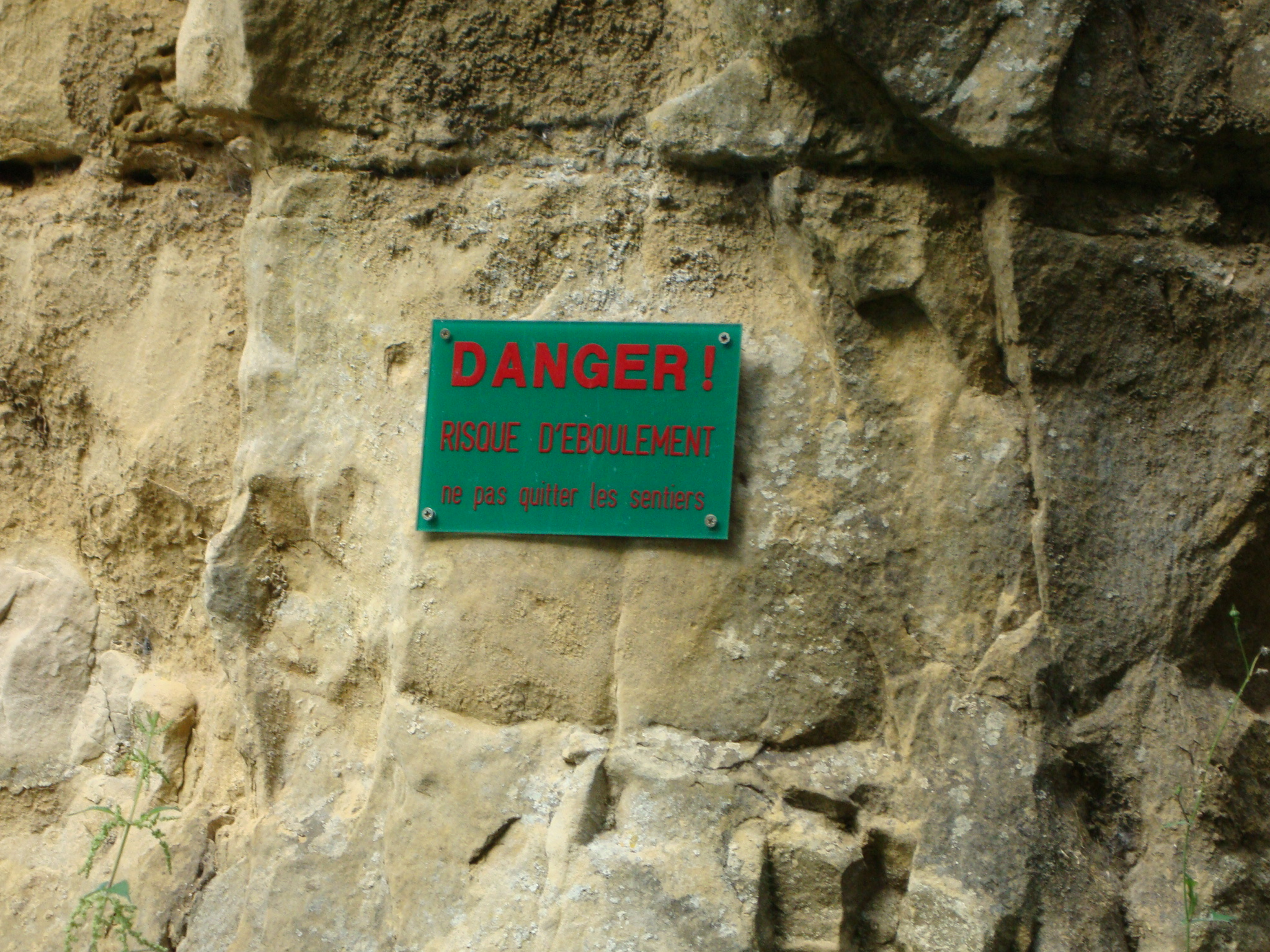
Panneau de danger apposé sur l'une des falaises